# Korogwe (huyện)
Korogwe là một huyện thuộc vùng Tanga, Tanzania. Thủ phủ của huyện Korogwe đóng tại Korogwe. Huyện Korogwe có diện tích 3756 ki lô mét vuông. Đến thời điểm điều tra dân số ngày 25 tháng 8 năm 2002, huyện Korogwe có dân số 260238 người.